# Cmentarz mariawicki w Lipińskich
Cmentarz mariawicki w Lipińskich – cmentarz mariawicki we wsi Lipińskie w województwie mazowieckim, w powiecie płockim, w gminie Gąbin. 

## Opis
Cmentarz powstał na początku XX wieku. Najstarszy nagrobek pochodzi z 1908 roku. Na cmentarzu, wg lokalnych portali historycznych, spoczywa pięciu żołnierzy Wojska Polskiego, poległych w trakcie polskiej wojny obronnej września 1939 roku. 
Obiekt ujęty jest w Gminnej Ewidencji Zabytków. 